# Meconopsis violacea
Meconopsis violacea là một loài thực vật có hoa trong họ Anh túc. Loài này được Kingdon-Ward mô tả khoa học đầu tiên năm 1927.